# Philoliche acutipalpis
Philoliche acutipalpis är en tvåvingeart som först beskrevs av Günther Enderlein 1925.  Philoliche acutipalpis ingår i släktet Philoliche och familjen bromsar. Inga underarter finns listade i Catalogue of Life.